# Guido Tessari
Guido Tessari (* 12. September 1957 in Asiago; † 29. Juli 2011 ebenda) war ein italienischer Eishockeyspieler.

## Karriere
Guido Tessari begann seine Karriere als Eishockeyspieler in seiner Heimatstadt in der Nachwuchsabteilung von Asiago Hockey. Ab 1976 spielte er für dessen Profimannschaft in der Serie B. Von 1986 bis 1988 spielte er für den Zweitligisten HC Milano Saima, mit dem er 1988 Meister der Serie B wurde, ehe er zur Saison 1988/89 zu AS Varese Hockey aus der Serie A1 wechselte, mit dem er auf Anhieb den italienischen Meistertitel gewann. In der folgenden Spielzeit lief er für den Zweitligisten HC Milano Alaska auf. Zuletzt spielte er von 1994 bis 1996 für ASD Hockey Pergine in der dritten italienischen Spielklasse.

## Erfolge und Auszeichnungen
- 1988 Meister der Serie B mit dem  HC Milano Saima
- 1989 Italienischer Meister mit AS Varese Hockey